# Illusione ottica

Esempio di illusione ottica: la barra orizzontale è tutta dello stesso colore

Un'illusione ottica è una qualsiasi illusione che inganna l'apparato visivo umano, facendogli percepire qualcosa che non è presente o facendole percepire in modo scorretto qualcosa che nella realtà si presenta diversamente.
Le illusioni ottiche possono manifestarsi naturalmente o essere dimostrate  specifici trucchi visuali che mostrano particolari assunzioni del sistema percettivo umano.

## Classificazione
Dalla base al meccanismo che ne è causa quindi, si hanno tre categorie di illusioni:
- ottiche, quando sono causate da fenomeni puramente ottici e pertanto non dipendenti dalla fisiologia umana;
- percettive, in quanto generate dalla fisiologia dell'occhio. Un esempio sono le immagini postume che si possono vedere chiudendo gli occhi dopo avere fissato un'immagine molto contrastata e luminosa;
- cognitive, dovute all'interpretazione che il cervello dà delle immagini. Un caso tipico sono le figure impossibili e i paradossi prospettici.

Un miraggio è un esempio di illusione naturale dovuta a un fenomeno ottico. La variazione nella dimensione apparente della Luna (più piccola quando è sopra la nostra testa, più grande quando è vicina all'orizzonte) è un'altra illusione naturale; non si tratta di un fenomeno ottico, ma piuttosto di un'illusione cognitiva o percettiva. Un altro curioso esempio di illusione percettiva in natura è la salita in discesa.
Illusioni scoperte o sviluppate comprendono il cubo di Necker e la griglia di Hermann. Comprendere questi fenomeni è utile allo scopo di comprendere le limitazioni del sistema visivo umano!

## Illusioni geometriche
Sono illusioni cognitive in cui viene percepita erroneamente la geometria dell'immagine o parte di essa. Per esempio linee parallele vengono percepite come divergenti, convergenti o curve. In altri casi due elementi che hanno la stessa dimensione sono percepiti con dimensione differente.
L'effetto può essere causato dal fatto che un'area di colore chiaro tende ad essere percepita come più ampia della stessa area di colore scuro. Questo principio viene utilizzato in architettura per diminuire o aumentare l'altezza e/o la dimensione apparente di stanze o facciate scegliendo opportunamente i colori.
Un'altra causa è dovuta alla tendenza del cervello a stimare una dimensione basandosi su effetti prospettici o sul confronto con oggetti vicini.
Un esempio spettacolare di un'illusione geometrica basata sulla prospettiva è rappresentato dalla stanza di Ames.
In cinematografia è frequente l'impiego di trucchi di illusione geometrica per rappresentare oggetti molto grandi usando piccoli modelli oppure oggetti piccoli. Per esempio è possibile fare apparire in scena enormi dinosauri semplicemente ponendo dei loro piccoli modellini molto vicini all'obiettivo fotografico. Un altro esempio di illusione geometrica basata sulla prospettiva è l'illusione di Ponzo. La sedia di Beuchet è una sedia che sembra normale con la prospettiva, ma in realtà non lo è.

In questo esempio di illusione geometrica i quadrati rossi appaiono distorti, come se fossero dei rombi.
Le linee orizzontali e verticali che delimitano i quadrati di questa scacchiera appaiono non parallele.
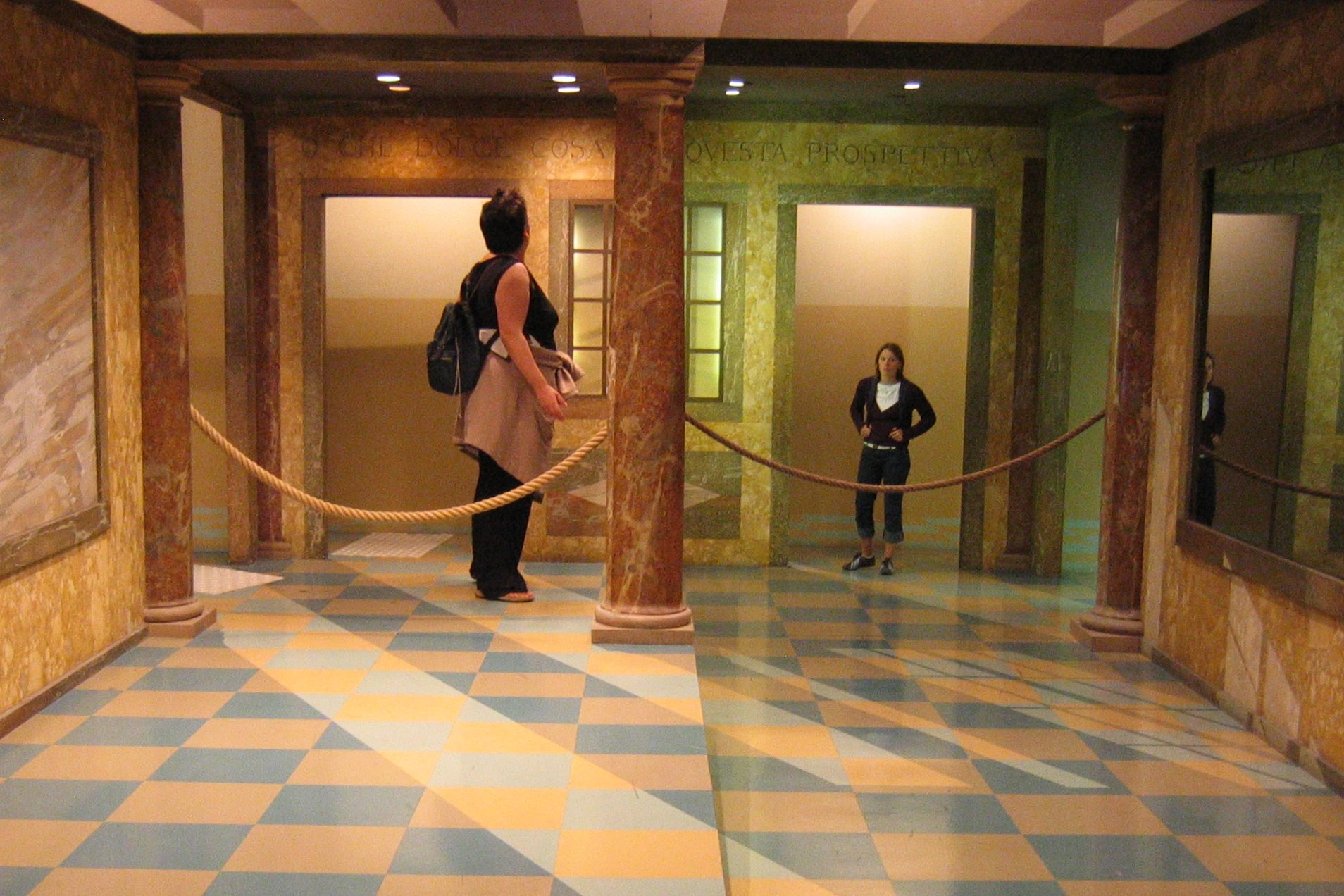
La stanza di Ames
L'illusione di Ponzo. La linea orizzontale gialla superiore sembra più lunga a causa della prospettiva, ma in realtà le due linee gialle hanno uguale lunghezza.
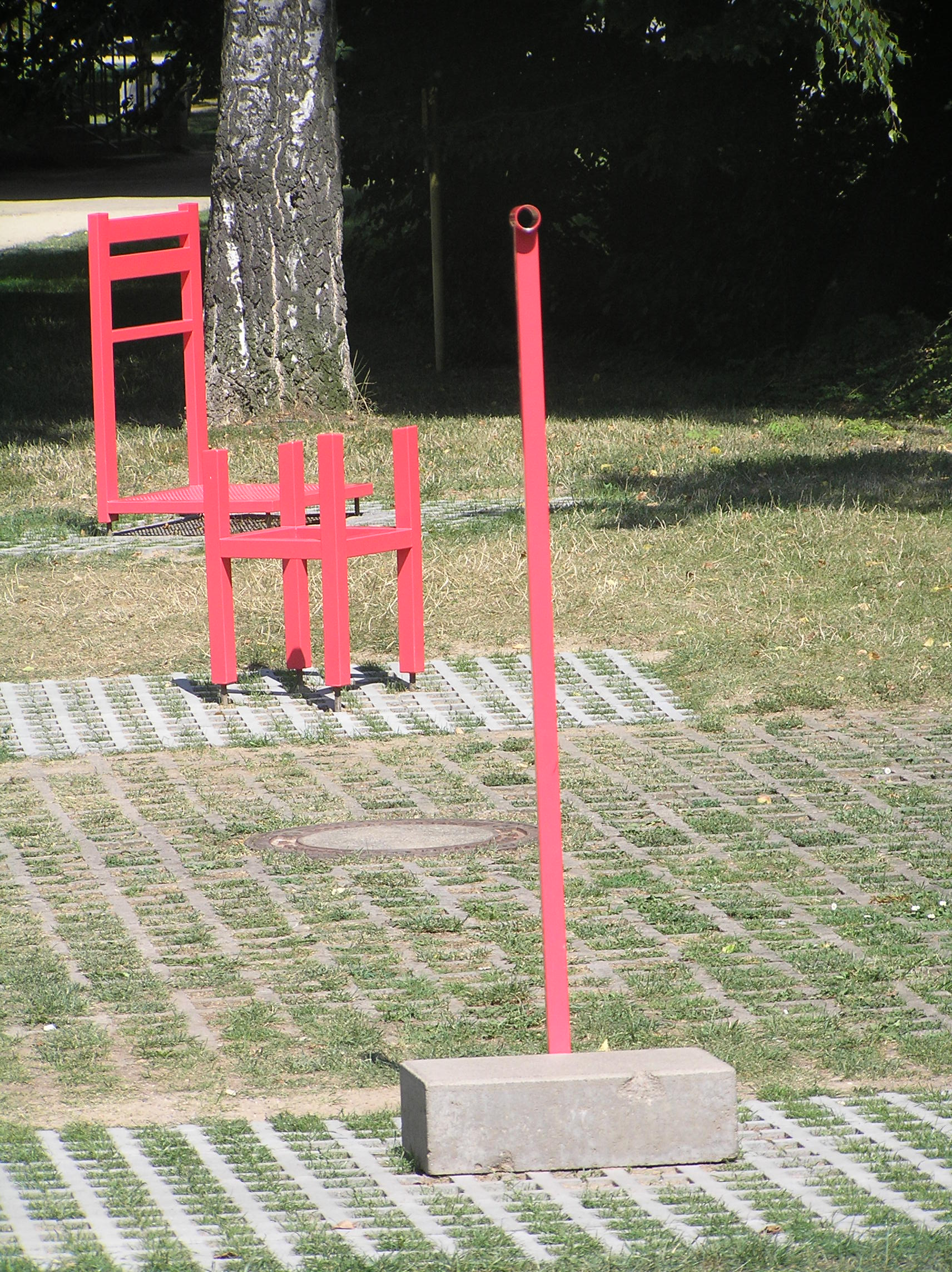
La "Sedia di Beuchet"
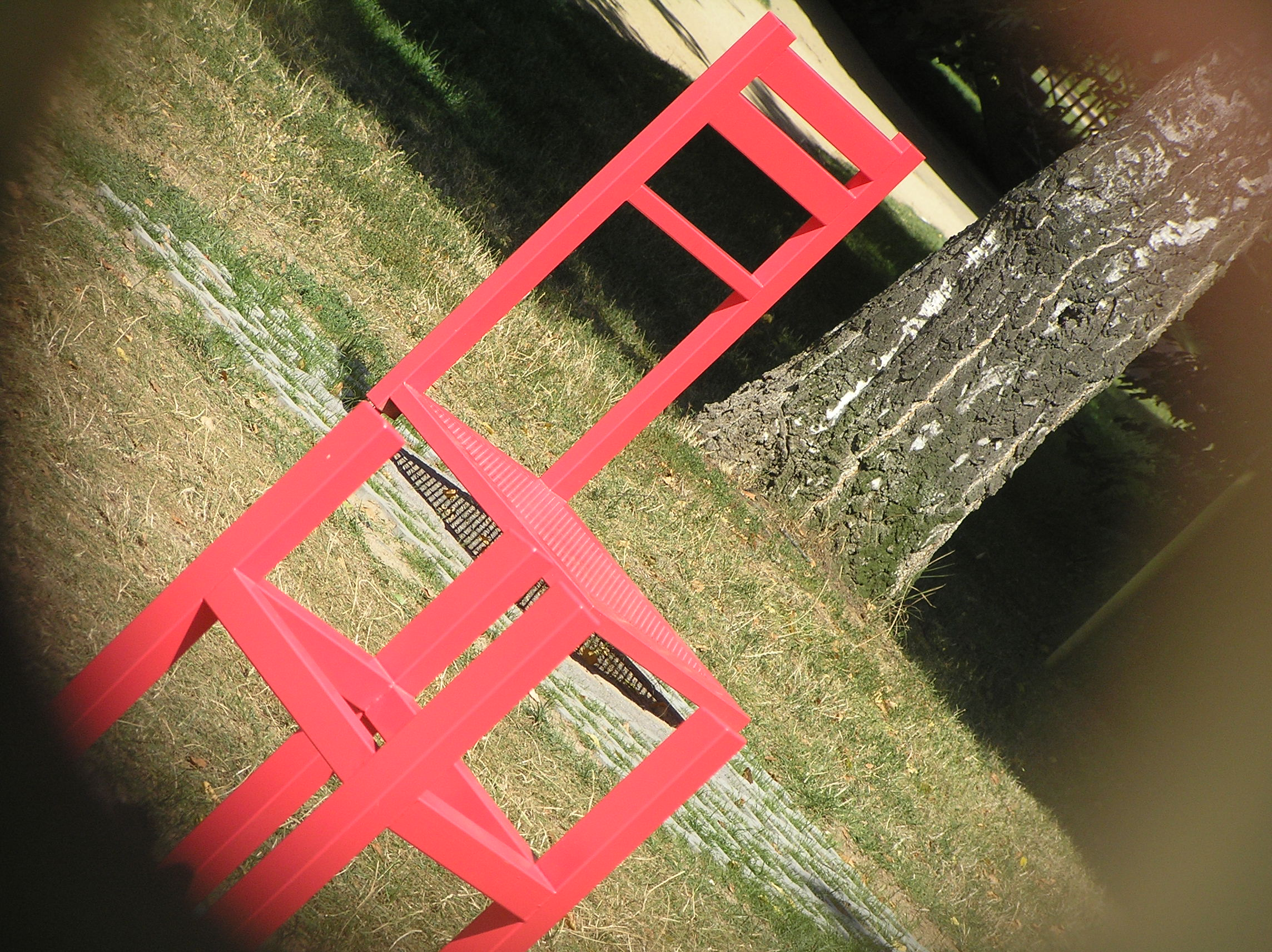
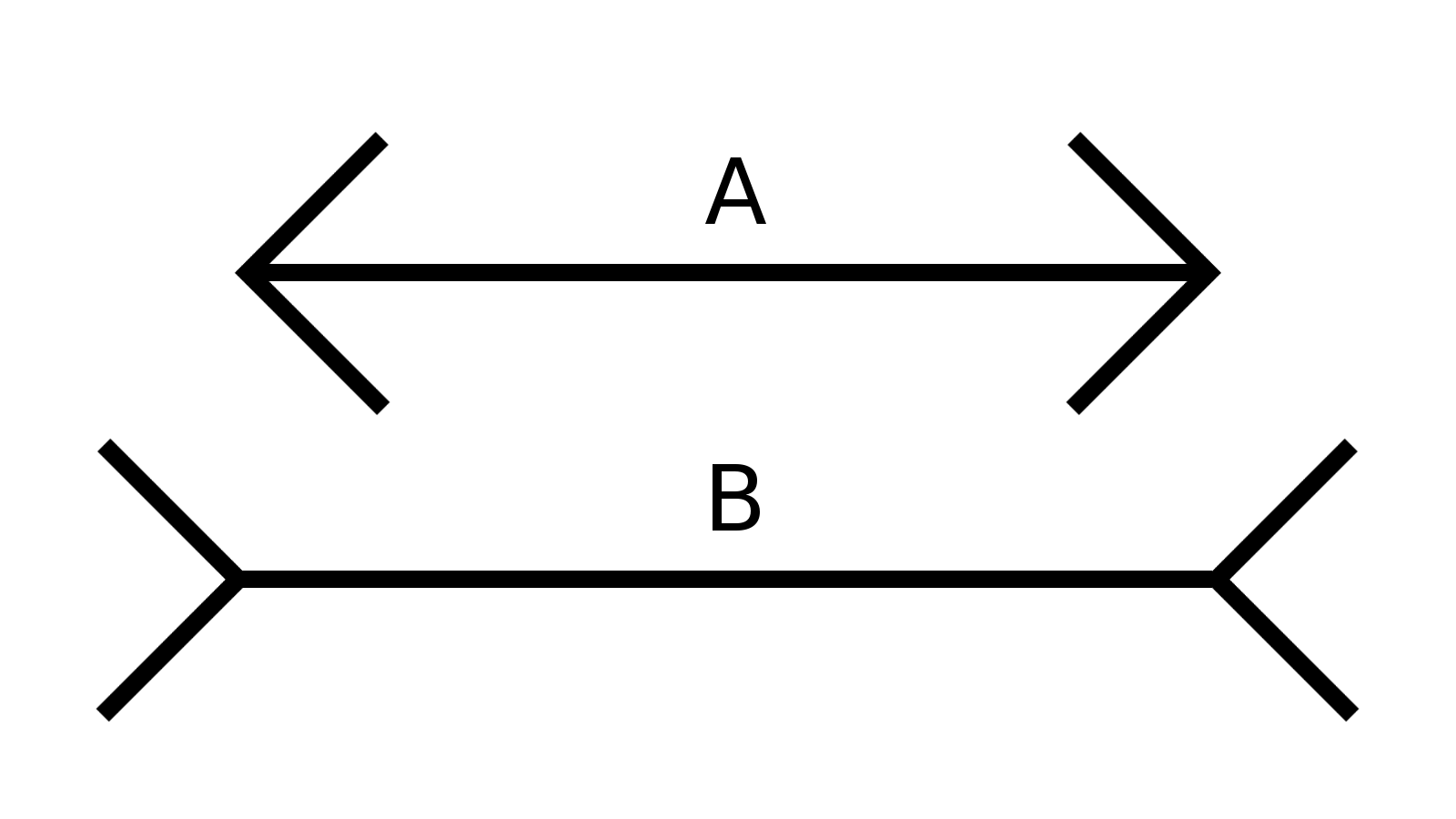
Il segmento A può sembrare più corto rispetto al segmento B, in realtà le lunghezze sono uguali.

## Illusioni prospettiche
Per rappresentare le immagini tridimensionali su una superficie piatta si utilizzano tecniche di proiezione prospettica.
In alcune situazioni però la rappresentazione è ambigua, e il cervello umano tende a costruire la rappresentazione ritenuta più normale, oppure rimane incerto tra due possibili situazioni, come nel cubo di Necker. Si hanno i paradossi prospettici.

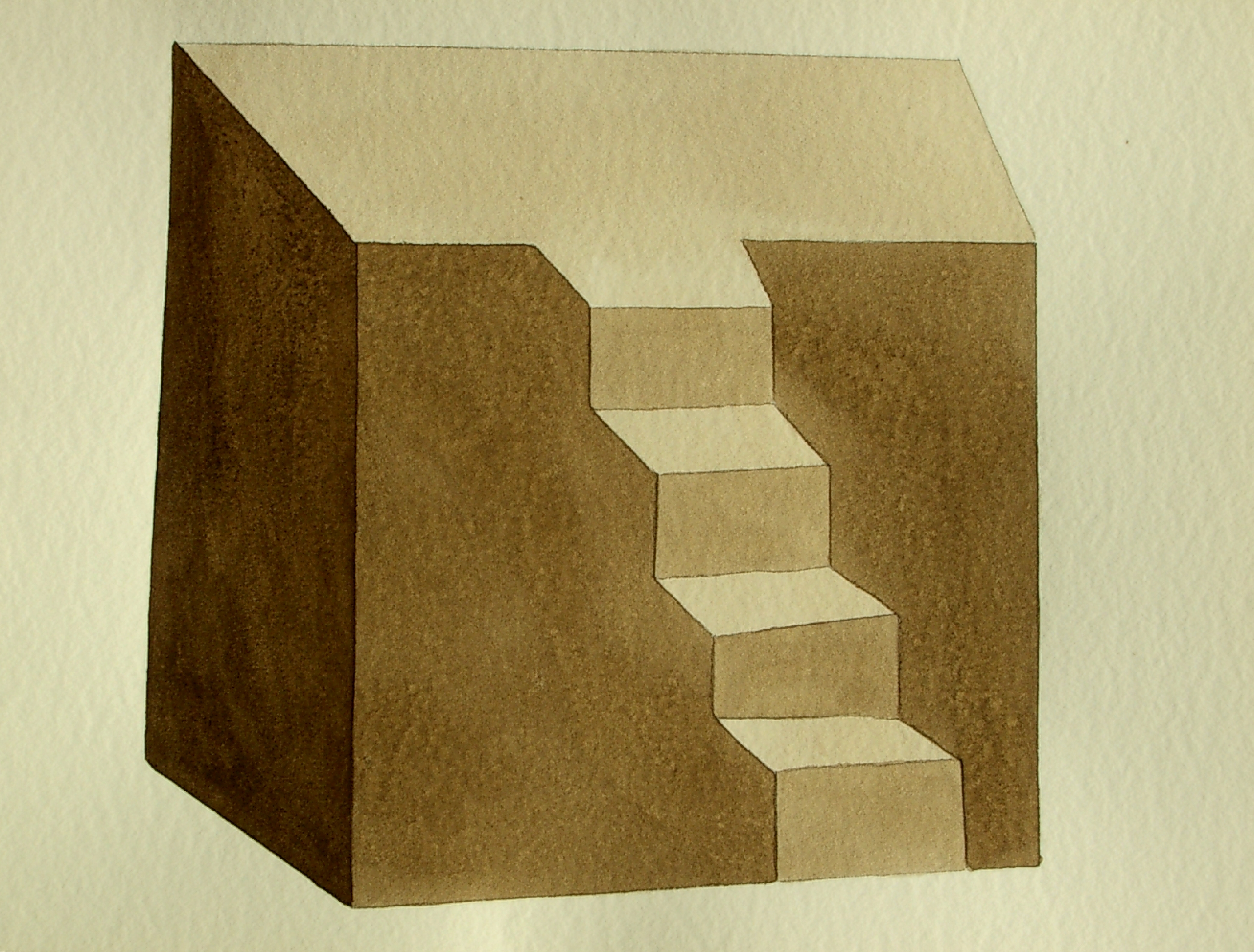
La scala impossibile.
Il cubo di Necker è disegnato con le due facce di uguale dimensione, in modo tale che non sia possibile capire quale è anteriore e quale è posteriore.

## Illusioni di colore e contrasto
In questa categoria di illusioni particolari giochi di contrasto inducono a giudicare di colore o livello di grigio differente due aree che in realtà sono identiche.
Scacchiera di Adelson (pubblicata nel 1995 su Vision Science da Edward Adelson del MIT). Per quanto ci si sforzi di guardare l'immagine, non si è in grado di convincersi che i quadrati contrassegnati con A e B sono colorati con la stessa tonalità di grigio, come dimostrato dall'elaborazione con un software per la manipolazione di immagini.

Nonostante l'apparenza, il quadrato A è della stessa tonalità di grigio del quadrato B.
Qui è evidente che il quadrato A è della stessa tonalità di grigio del quadrato B.

## Illusioni di completamento
In alcune illusioni si ha la percezione di parti di immagini che non esistono realmente. In alcuni casi la natura del fenomeno è fisiologica, come nell'illusione della griglia di Hermann o della griglia scintillante.
Questo effetto è spiegabile con il processo neurologico chiamato inibizione laterale. L'intensità luminosa percepita di un punto non è data da un singolo neurone, ma diversi neuroni centrali danno un segnale che viene parzialmente inibito dai neuroni circostanti. Poiché nelle intersezioni l'area circostante è mediamente più chiara che non nei tratti di linee, la zona centrale appare più scura.
Altre illusioni di immagini inesistenti sono invece prodotte dalla mente, come nell'esempio del triangolo di Kanizsa o nella illusione dei cerchi inesistenti (la cosiddetta Illusione di Ehrentein).

Griglia scintillante: nelle intersezioni delle linee bianche è possibile osservare delle macchie grigie in continuo cambiamento.
Triangolo di Kanizsa: è possibile vedere un triangolo bianco che in realtà non esiste.
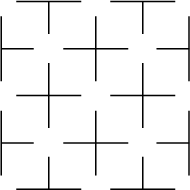
Illusione di Ehrenstein: nella zona interna si vedono dei cerchi che in realtà non esistono, e alla periferia si vedono rettangoli e quadrati che non esistono.

## Illusioni di movimento
In queste illusioni si percepisce un movimento di alcuni elementi dell'immagine che ovviamente, essendo stampati su un foglio di carta sono necessariamente immobili come ad esempio, Le 9 ruote.
Altre illusioni di movimento sono quelle che si riferiscono alle diverse modalità con le quali si può percepire il movimento stesso, come, ad esempio, il senso di rotazione della Ballerina girevole, che sembra cambiare, assieme alla gamba di appoggio, grazie alla campitura della figura e al movimento di rotazione associato all'assenza di volume.
L' "illusione della ruota del carro" consiste nel percepire ferma o addirittura ruotante in senso contrario , un oggetto come la ruota di un carro mentre gira a forte velocità .

Questa immagine sembra animata, eppure non lo è.
The Spinning Dancer (La ballerina girevole) a volte sembra ruotare in senso orario, a volte in senso antiorario.

## Figure distorte
Si tratta di immagini fortemente distorte in senso anamorfico in modo che viste frontalmente siano incomprensibili. Solamente osservando l'immagine da un'opportuna angolazione piuttosto radente il piano è possibile vedere correttamente ciò che è rappresentato. Un esempio classico è il dipinto gli ambasciatori di Hans Holbein il Giovane, in cui nella parte inferiore è visibile uno strano oggetto. Si può facilmente capire di che oggetto si tratta guardando il quadro da alto-destra, con la testa quasi aderente alla tela (oppure foglio o monitor).
|  |  | Gli ambasciatori (1533) di Hans Holbein il Giovane |

Questa tecnica era già nota a Leonardo da Vinci che ne aveva fatto uso in alcuni suoi appunti.

## Figure ambigue
Si tratta di immagini con due o più possibili figure distinte osservabili. Le singole figure possono essere viste a seconda del punto di vista (per esempio capovolgendole), e in tal caso la percezione è oggettiva, oppure a seconda delle aspettative, quindi la natura dell'illusione è psicologica e soggettiva.
È lo stesso fenomeno che induce a vedere un viso nel disco della Luna o immagini mistiche in macchie di umidità; in questi casi si può parlare anche di pareidolia.

La figura di Boring (La moglie e la suocera o La giovane e la vecchia)
Il Vaso di Rubin: una coppa bianca o due facce nere contrapposte?
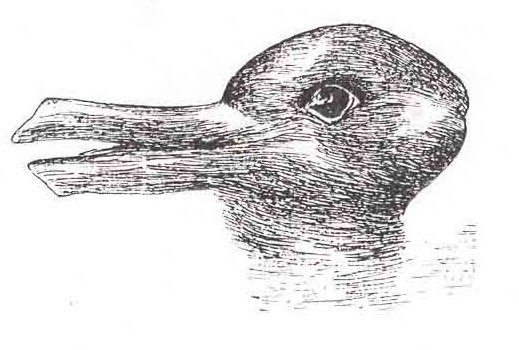
L'illusione anatra-coniglio

## Figure impossibili
Sono rappresentazioni bidimensionali di oggetti impossibili, che non potrebbero esistere cioè nel mondo tridimensionale. Particolarmente famose sono le rappresentazioni di ambienti impossibili di Maurits Cornelis Escher.

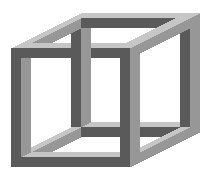
Cubo impossibile
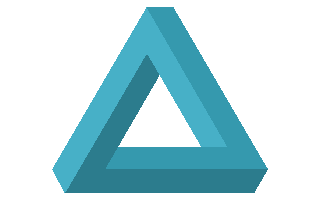
Triangolo impossibile o triangolo di Penrose
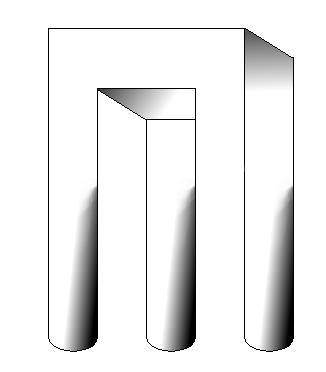
Architrave con due o tre colonne?

## Illusioni ottiche nell’arte
Artisti che hanno realizzato opere basate sulle illusioni ottiche includono Maurits Cornelis Escher, Bridget Riley, Salvador Dalí, Giuseppe Arcimboldo, Patrick Bokanowski, Marcel Duchamp, Josef Albers, Jasper Johns, Oscar Reutersvärd, Victor Vasarely e Charles Allan Gilbert. Altri artisti contemporanei che hanno sperimentato illusioni ed effetti ottici sono Carlos Cruz-Diez, Jonty Hurwitz, Francis Celentano, Sandro del Prete, Octavio Ocampo, Dick Termes, Shigeo Fukuda, Patrick Hughes, István Orosz, Rob Gonsalves, Gianni Sarcone, Ben Heine, Guido Moretti e Akiyoshi Kitaoka. Le illusioni ottiche vengono anche usate nei film con la tecnica della prospettiva forzata.
Op art è uno stile d’arte e movimento artistico che utilizza le illusioni ottiche per creare un'impressione di movimento o di immagini e motivi nascosti. Trompe-l'œil, invece, è un genere pittorico in cui si creano immagini realistiche su una superficie bidimensionale che sembrano tridimensionali.